# Марьино (усадьба Барятинских)
Ма́рьино — усадьба князей Барятинских близ села Ивановского Рыльского района Курской области. Дворцово-парковый комплекс основан князем И. И. Барятинским в 1810-е годы. Имение было названо в честь двух жён князя: Марии Франциски Деттон, умершей вскоре после рождения дочери, и Марии Фёдоровны Келлер.
На окраине имения с более раннего времени сохранились палаты гетмана Мазепы.

## Этапы строительства
Земли, на которых была построена усадьба, Иван Сергеевич Барятинский получил в качестве приданого от брака с Екатериной Петровной Гольдштейн-Бек. В 1811 году, после смерти Ивана Сергеевича Барятинского, все курские поместья перешли по наследству к его сыну - Ивану Ивановичу Барятинскому
Усадьба создавалась Иваном Ивановичем Барятинским как основное место пребывания княжеской семьи; барский дом задумывался, видимо, как символ достоинства и величия княжеского рода. Создание усадьбы пришлось на период с 1811 по 1820 годы. Работы велись в соответствии с проектом курского архитектора Карла Гофмана (датируется 1811-12 гг.). Во время строительства усадьбы И.И. Барятинский жил за границей, но внимательно следил за ходом работ. Об этом свидетельствует его переписка с Карлом Гофманом и управляющим Ф.Резниковым, в которой князь давал подробные указания по строительству усадьбы.
Первоначально дворец назывался Избицкий дом, потому что находился на берегу реки Избица, но позднее его стали называть «Марьино», как и всю усадьбу, то есть именем второй жены владельца, урождённой графини Келлер. Одновременно со строительством дворца был разбит пейзажный парк с регулярной частью при дворце. На реке Избица устроен Большой Марьинский пруд.
В 1860 году ансамбль усадьбы дополнила церковь, построенная в византийском стиле. В 1869—1870 годах осуществлена перестройка дворца архитектором Карлом Шольцем по эклектичному проекту петербургского архитектора И. А. Монигетти. Свой окончательный вид интерьер Марьинского дворца получил в 1870-х годах, когда после многочисленных переделок почти потерял черты ампира. В художественном оформлении интерьеров участвовал академик А. Ф. Бруни. Проект отопления и вентиляции дворца выполнил инженер Ф. Р. Гешвенд.

## Последующая история

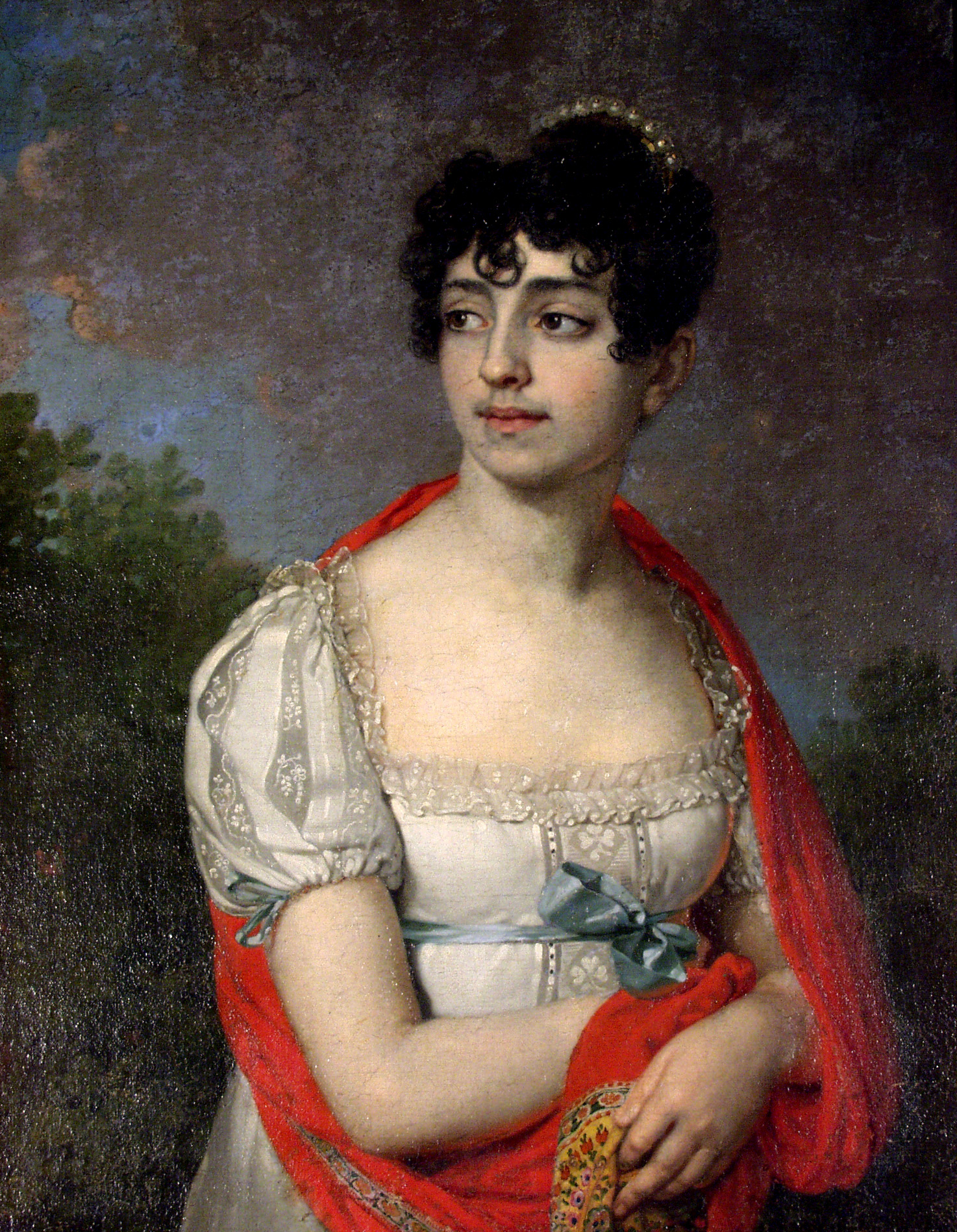
Княгиня Мария Барятинская,
чьим именем названа усадьба.

После смерти жены основателя усадебного комплекса И. И. Барятинского указом Правительствующего сената от 17 октября 1859 года его имения были объявлены заповедными; Марьино унаследовали старшие сыновья Александр Иванович и Владимир Иванович. Первый наследников не имел, а у второго был один сын и единственный внук. В результате, когда в 1901 году Марьино было объединено с Петровским в майорат Ивановское-Петровское, он перешёл в семью их племянника Владимира Анатольевича, имевшего троих сыновей. Накануне Первой мировой войны Марьино в составе майората перешло к Владимиру Владимировичу Барятинскому.
Декрет о земле от 26 октября (8 ноября) 1917 года ликвидировал дворянское землевладение и привилегированность дворянского состояния. В годы революции и Гражданской войны Марьино было ограблено и разрушено. В 1918 году Наркомпрос командировал сюда специальную комиссию для вывоза произведений искусства, ценных вещей, библиотеки и архива. Все это разъехалось по разным уголкам России.
В 1919—1922 годах в Марьине размещался сельскохозяйственный техникум, а с декабря 1922 года — дом отдыха наркомата обороны, а затем, с 1923 года — санаторий ЦИК СССР.
В 1930-х годах по приказу «всесоюзного старосты» М. И. Калинина, который отдыхал на тот момент в Ивановском, была разрушена Покровская церковь имения и на её месте построена школа. Склеп князей Барятинских под этой церковью переоборудован в школьную котельную и склад угля, при этом фамильная усыпальница Барятинских подверглась осквернению: были уничтожены девятнадцать княжеских гробниц.
В 1940 году дом отдыха ликвидировали, а во дворце открыли школу комиссаров. Во время Великой Отечественной войны Гитлер, по местному преданию, подарил усадьбу генералу Г. Гудериану. Через два года, при отступлении, немцы якобы пытались взорвать дворец, но усилиями местных жителей (партизан) усадьба была спасена. После войны в Марьине находился сначала госпиталь, а затем дом отдыха для раненых лётчиков.

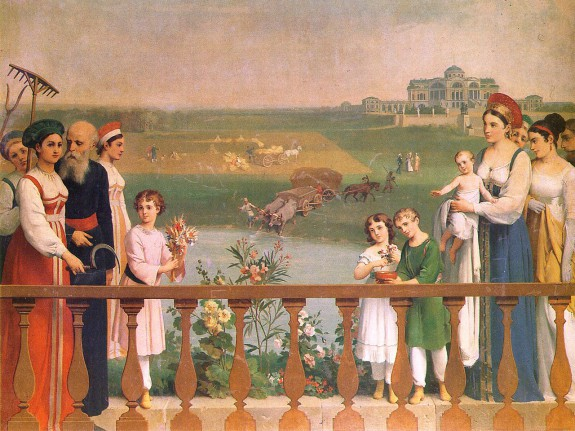
Идиллический вид поместья в начале XIX века

В октябре 1952 года  имение князей Барятинских превращено в санаторий Управления делами ЦК КПСС. В 1980 году были начаты работы по капитальному ремонту и реставрации Марьина, которые планировалось завершить в 1995 году. С исчезновением в 1991 году КПСС санаторий на 220 человек оказался на балансе медицинского центра при Правительстве Российской Федерации.

## Современность
В центре усадебного ансамбля — четырёхэтажный господский дом с боковыми двухэтажными флигелями, которые образуют два хозяйственных двора. Здесь сохранились потолочная лепнина, мраморные камины, дореволюционный паркет, предметы старинной мебели. В ландшафтном парке находятся круглый и овальный пруды с двумя островками, соединённые тремя мостиками, а также ампирные статуи. На одном острове — 16-колонная ротонда (княжеская купальня), на втором — миниатюрная лютеранская кирха.
Журналист из Старого Оскола Д.Е. Зарубин в 2020 году опубликовал роман «Имение», в котором рассказывается о Курске и усадьбе князей Барятинских в Марьино в 1990-х годах.
На начало XXI века в усадьбе находится санаторий Управления делами Президента России. При санатории действует домовая церковь и музей. В последние годы в парке установлено несколько памятников, по стенам дворца развешаны современные картины на патриотические темы (включая копии известных полотен), а также реплики портретов прежних владельцев дворца. Перед главным входом в барский дом стоит памятник фельдмаршалу Александру Барятинскому.
В ноябре 2024 года в ходе украинской оккупации Курской области посёлок Марьино был атакован переданными Украине ракетами Storm Shadow. По мнению украинского издания Defence Express, удар нанесён по усадьбе Барятинских, в котором мог располагаться подземный командный пункт российских и северокорейских войск. Позже президент РФ подтвердил, что удар был нанесен по командному пункту группировки «Север». По словам одного из западных чиновников, в результате удара ранен высокопоставленный северокорейский генерал. По информации одного из российских источников, которую ISW не смог проверить, убито 18 российских военнослужащих, ранено 33, включая троих северокорейцев.

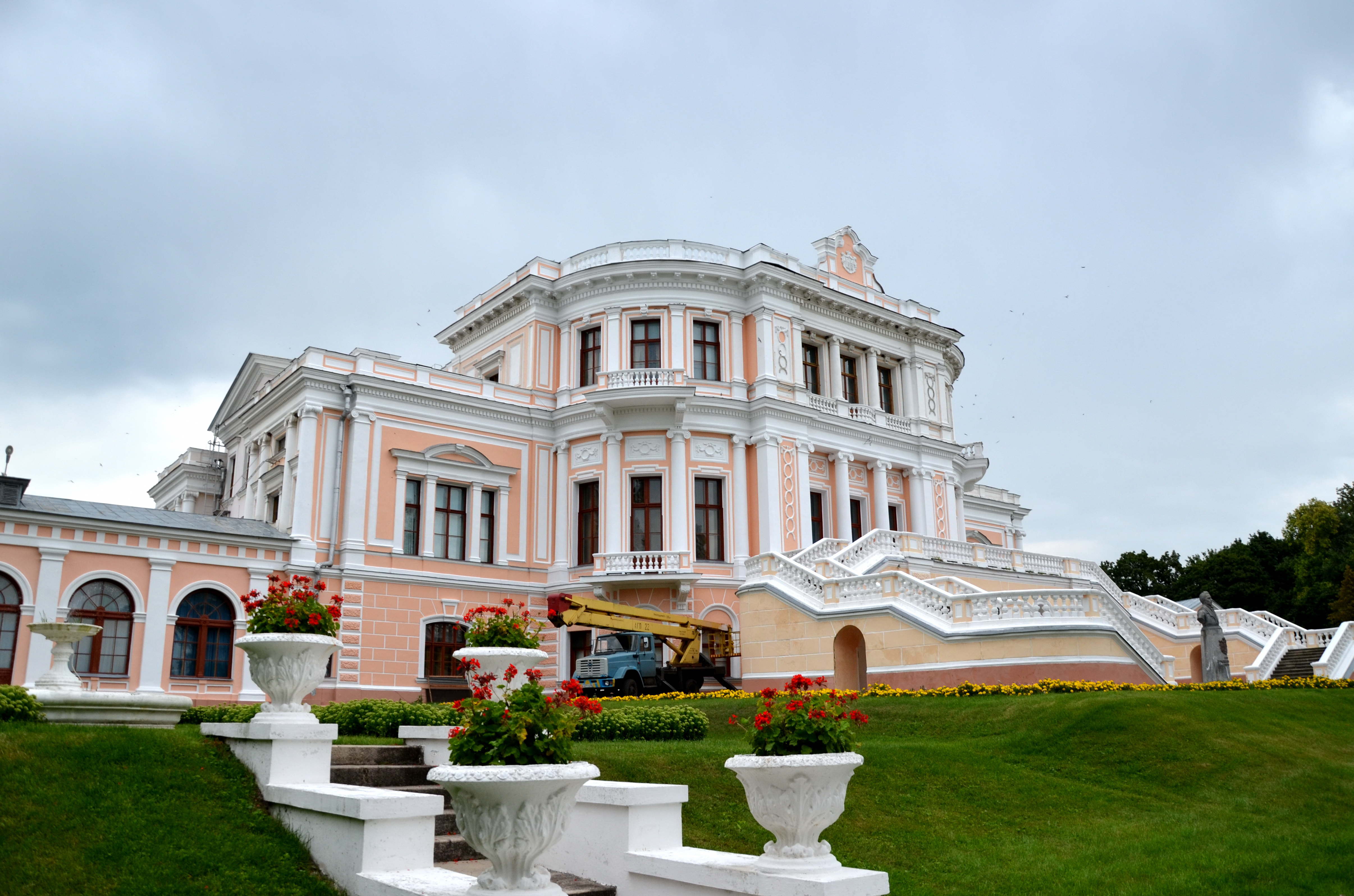
Парковый фасад
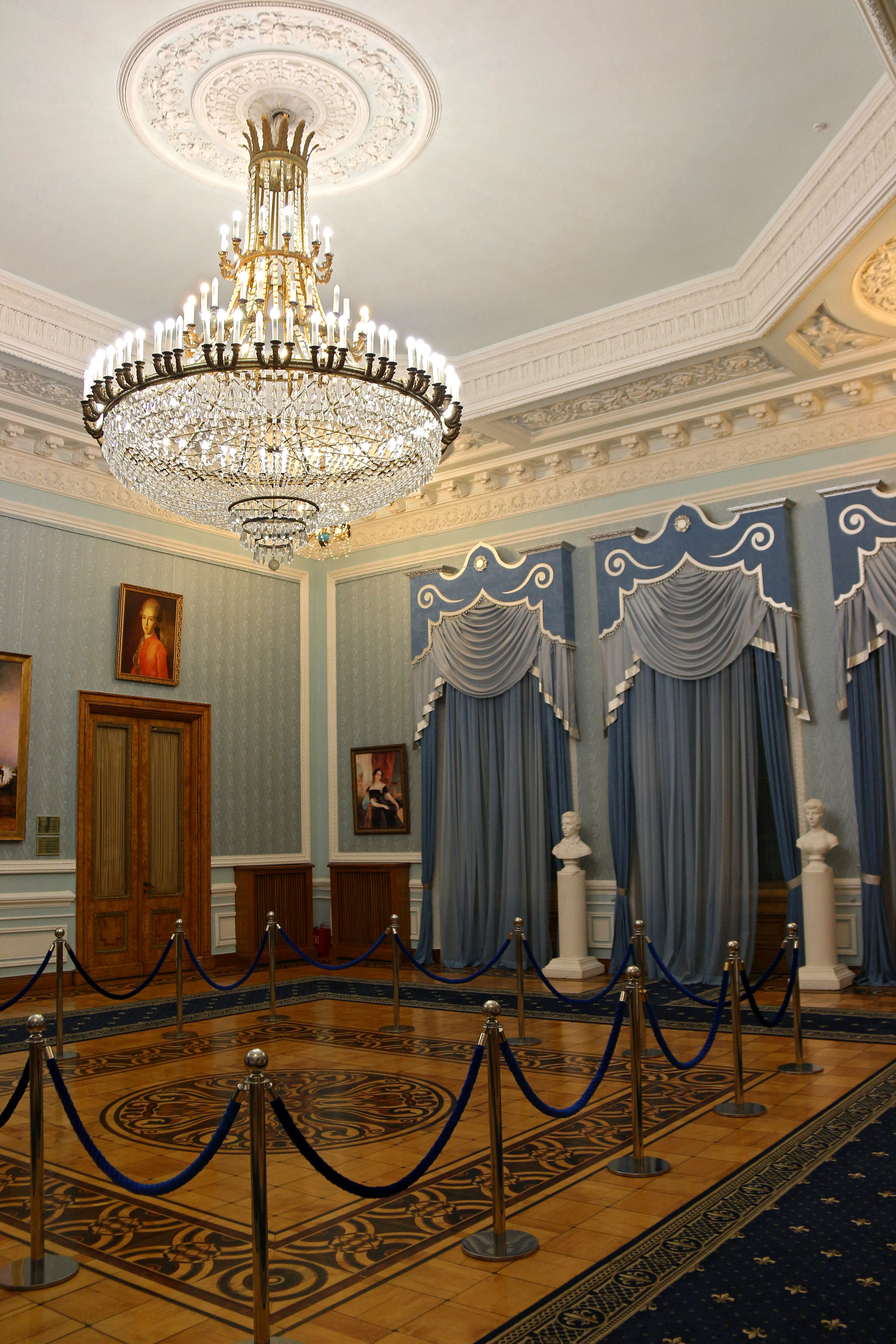
Интерьер одного из залов
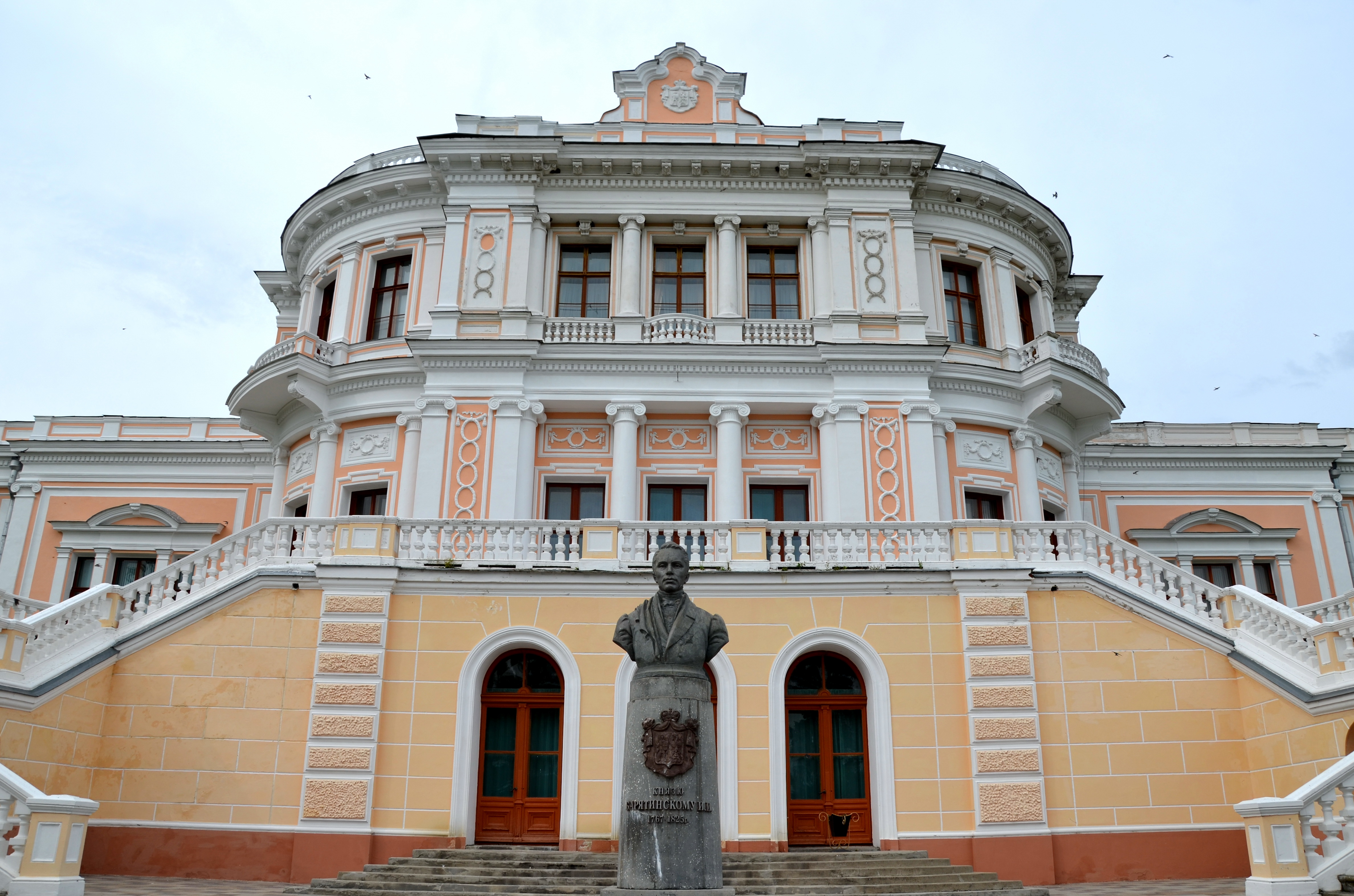
Памятник И. И. Барятинскому
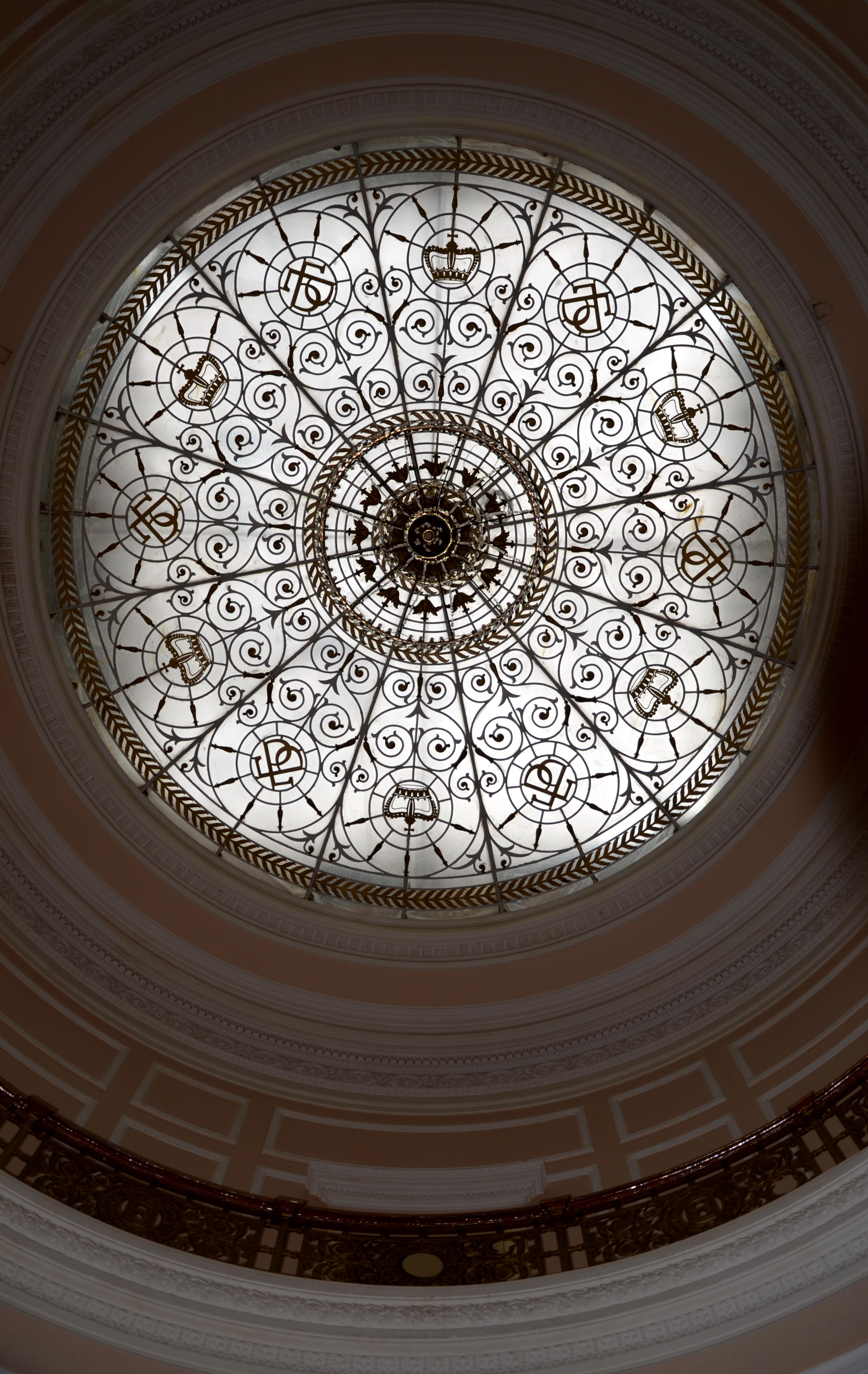
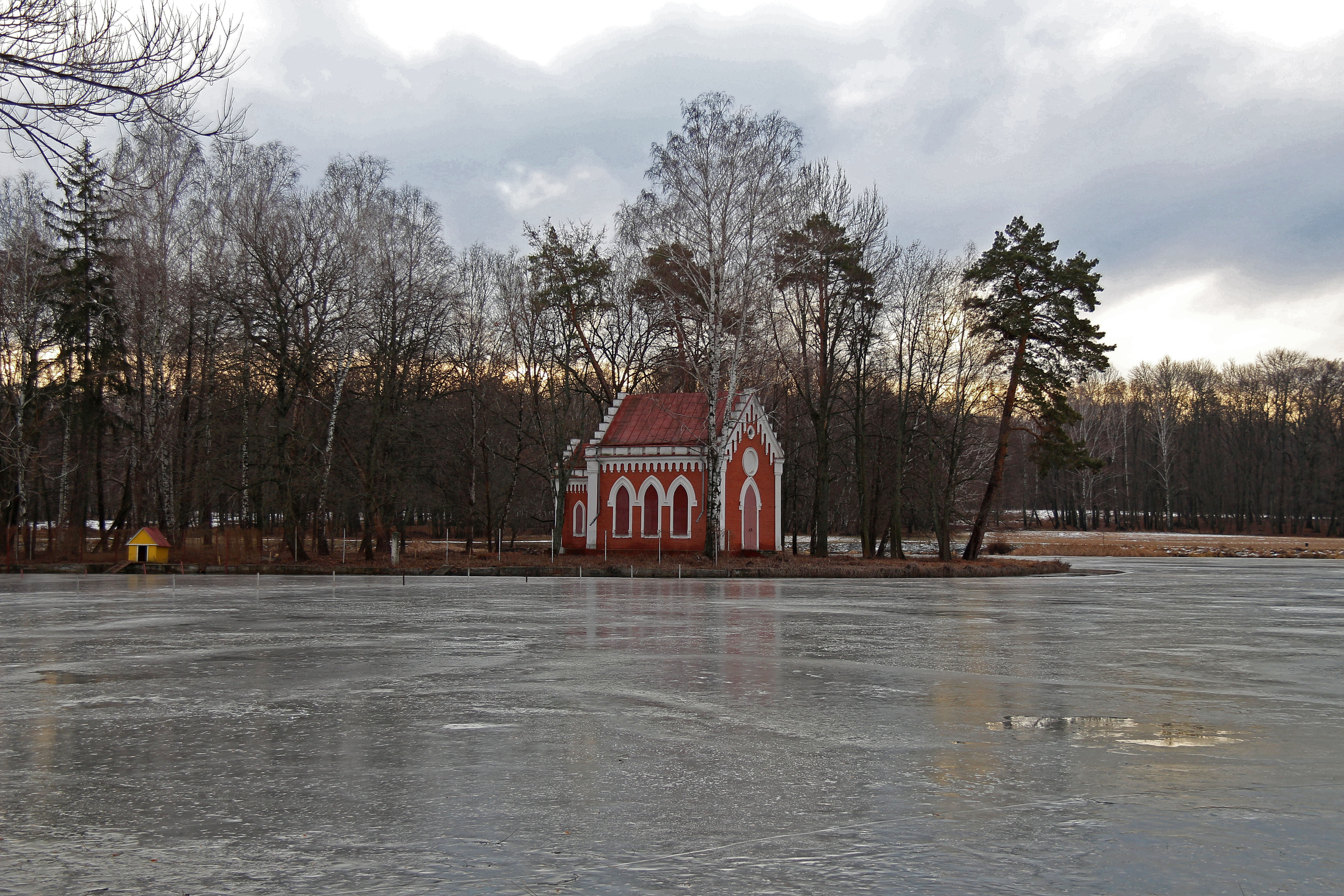
Один из парковых павильонов («кирха»)